# Kristian Østervold
Kristian Johan Olsen Østervold (ur. 16 stycznia 1885 w Austevoll, zm. 29 lipca 1960 w Fitjar) – norweski żeglarz, olimpijczyk, zdobywca złotego medalu w regatach na Letnich Igrzyskach Olimpijskich w 1920 roku w Antwerpii.
Na Letnich Igrzyskach Olimpijskich 1920 zdobył złoto w żeglarskiej klasie 12 metrów (formuła 1907). Załogę jachtu Atlanta tworzyli również Henrik Østervold, Jan Østervold, Ole Østervold, Hans Næss, Halvor Møgster, Halvor Birkeland, Rasmus Birkeland i Lauritz Christiansen.
Jego braćmi byli Henrik Østervold, Ole Østervold i Jan Østervold.